# Manta (website)
Manta é um pequeno serviço online que funciona como diretório e motor de busca que fornece informações em rede sobre pequenas empresas. Seu slogan é Where Small Business Grows (Onde pequenos negócios crescem). O objetivo é ajudar pequenas empresas a se conectarem e crescerem em uma comunidade dedicada inteiramente a empresas de pequeno porte. O serviço foi criado em 2005 e já levantou mais de US$ 61 milhões em financiamentos.